# Yalimo
Yalimo ist ein indonesischer Regierungsbezirk (Kabupaten) in der indonesischen Provinz Papua Pegunungan auf der Insel Neuguinea. Stand 2020 leben hier circa 100.000 Menschen. Der Regierungssitz des Kabupaten Yalimo ist Elelim.

## Geographie
| Distrikt Distrik | Dörfer Kampung | Fläche [km²] | Einwohner 2020 | Bevölkerungs- dichte |
| ---------------- | -------------- | ------------ | -------------- | -------------------- |
| Abenaho          | 108            | 863          | 34.371         | 40                   |
| Apalapsili       | 50             | 322          | 16.032         | 50                   |
| Elelim           | 42             | 303          | 15.766         | 52                   |
| Itlay Hisage     | 9              | 298          | 4.483          | 15                   |
| Welarek          | 61             | 1.059        | 24.847         | 23                   |

Yalimo liegt im Norden der Provinz Papua Pegunungan. Im Norden grenzt es an die Regierungsbezirke Sarmi und Jayapura (beide Provinz Papua), im Südosten an Yahukimo sowie im Westen an Jayawijaya und Mamberamo Tengah. Administrativ unterteilt sich Yalimo in fünf Distrikte (Distrik) mit circa 300 Dörfern (Kampung).

## Historisches
Die Tatsache, dass die Region noch unkartiert war, führte im Zweiten Weltkrieg zu mehreren Vorfällen. Am 13. Mai 1945 stürzte eine Douglas C-47 Skytrain bei Wambo, Abenaho, Pass Valley ab. Die abgestürzten Mitglieder der US Air Force wurden vier Tage später von einer Rettungsmission gefunden und schließlich Ende Juni erfolgreich gerettet. Die Rettungsmission wurde vom Journalisten Alexander Cann dokumentiert und im Buch Lost in Shangri-La (2011) nacherzählt.

## Einwohner
2020 lebten in Yalimo 103.714 Menschen. Die Bevölkerungsdichte beträgt 83 Personen pro Quadratkilometer. Circa 98 Prozent der Einwohner sind Protestanten, ein Prozent Muslime und ein Prozent Katholiken.